# William Temple (Erzbischof)

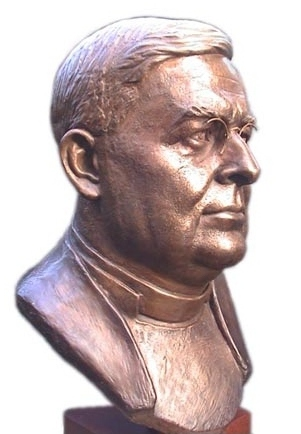
William Temple. Skulptur von Victor Heyfron (1999)

William Temple (* 15. Oktober 1881 in Exeter; † 26. Oktober 1944 in Kent) war Erzbischof von Canterbury von 1942 bis 1944 und führender Vertreter der ökumenischen Bewegung.

## Leben
Er war der zweite Sohn Frederick Temples, der von 1895 bis 1902 ebenfalls Erzbischof von Canterbury war.
1909 erhielt er seine Priesterweihe. Zu dieser Zeit hatte er noch eine Dozentenstelle (1904–1910) für Philosophie am Queen’s College in Oxford inne. Schnell stieg er in der kirchlichen Hierarchie auf: Temple wurde Bischof von Manchester (1921–1929), dann Erzbischof von York (1929–1942) und schließlich 1942 Erzbischof von Canterbury.
Temple gehörte zu den wichtigsten Persönlichkeiten der Life-and-Liberty-Bewegung, die sich für Autonomie der anglikanischen Kirche einsetzte. Er unterstützte die Arbeiterbewegung und strebte wirtschaftliche und soziale Reformen an. Als erster Präsident (1908–1924) der Workers’ Educational Association trat er der Labour Party bei. Er engagierte sich in der ökumenischen Bewegung, war bei der Lausanner Konferenz (1927) anwesend und bereitete 1937 die Weltkirchenkonferenz in Edinburgh vor. William Temple beteiligte sich auch an der Organisation der Malverner Konferenz (1940/41). Darüber hinaus wirkte er an der Einrichtung des Britischen Rates der Kirchen und des Ökumenischen Rates der Kirchen mit.
William Temple war der erste Erzbischof von Canterbury, der eine Feuerbestattung erhielt. Dies trug wesentlich zur Akzeptanz der Feuerbestattung in England bei. Seine Asche wurde im Garten des Kreuzganges der Kathedrale von Canterbury in der Nähe des Grabes seines Vaters beigesetzt.

## Werke
- The Creative Mind 1917
- Nature, Man and God 1934
- The Church Looks Forward 1944